# Allvetande
Allvetande syftar till egenskapen av, eller förmågan till, att veta allt.
De dharmiska och de abrahamitiska religionerna tillskriver ofta denna egenskap till en helig varelse.
Allvetande klassas i många religioner som ett av Guds yttersta karaktärsdrag, tillsammans med allsmäktighet, allestädesnärvaro och oändlig godhet.